# Lonchodes nigriantennatus
Lonchodes nigriantennatus är en insektsart som först beskrevs av Chen, S.C. och Yun He He 2002.  Lonchodes nigriantennatus ingår i släktet Lonchodes och familjen Phasmatidae. Inga underarter finns listade i Catalogue of Life.